# كيرك إدواردز
كيرك إدواردز (3 نوفمبر 1984 بباربادوس - ) (بالإنجليزية: Kirk Edwards)‏ هو لاعب كريكت باربادوسي. شارك مع منتخب الهند الغربية للكريكت ومنتخب جامايكا الوطني للكريكت ومنتخب باربادوس الوطني للكريكت. أما مع النوادي، فقد لعب مع Combined Campuses and Colleges cricket team ‏.

## وصلات خارجية
- كيرك إدواردز على موقع إي آس بي آن كريك إنفو (الإنجليزية)